# Thieux (Oise)
Thieux település Franciaországban, Oise megyében. Lakosainak száma 439 fő (2022. január 1.). Thieux Bucamps, Campremy, Noyers-Saint-Martin és Wavignies községekkel határos.

## Népesség
A település népessége az elmúlt években az alábbi módon változott:
| Lakosok száma | 418  | 425  | 436  | 439  | 437  | 437  | 438  | 438  | 439  |
|               | 2013 | 2015 | 2016 | 2017 | 2018 | 2019 | 2020 | 2021 | 2022 |